# Dorfkirche Schmachtenhagen
Die Dorfkirche Schmachtenhagen ist eine evangelisch-lutherische Kirche und steht im Oranienburger Ortsteil Schmachtenhagen im Landkreis Oberhavel im Zentrum des vormaligen Dorfes. Sie wurde 1876/1877 im neuromanischen Stil erbaut. Zuvor gab es an gleicher Stelle eine einfache Dorfkirche.
Die Kirchengemeinde Schmachtenhagen gehört zum Pfarrsprengel Oranienburg im Kirchenkreis Oberes Havelland der Evangelischen Kirche Berlin-Brandenburg-schlesische Oberlausitz.

## Geschichte
An der Stelle der heutigen Kirche stand bereits im 15. Jahrhundert eine kleine Kirche aus Feldsteinen. Nach dem Landschoßregister der brandenburgischen Kurfürsten gehörten dem Pfarrer zu dieser Zeit sechs Hufen Land. Diese Dorfkirche wurde in den folgenden Jahrhunderten immer nur notdürftig gepflegt und ausgebessert. Im Jahr 1699 erhielt sie einen neuen Turm in Fachwerk-Bauweise, der 1874 bei einem Brand zerstört wurde. Turm und Kirche mussten abgerissen werden.
Die hier beschriebene Kirche aus der zweiten Hälfte des 19. Jahrhunderts errichtete die Gemeinde am gleichen Standort.

## Architektur

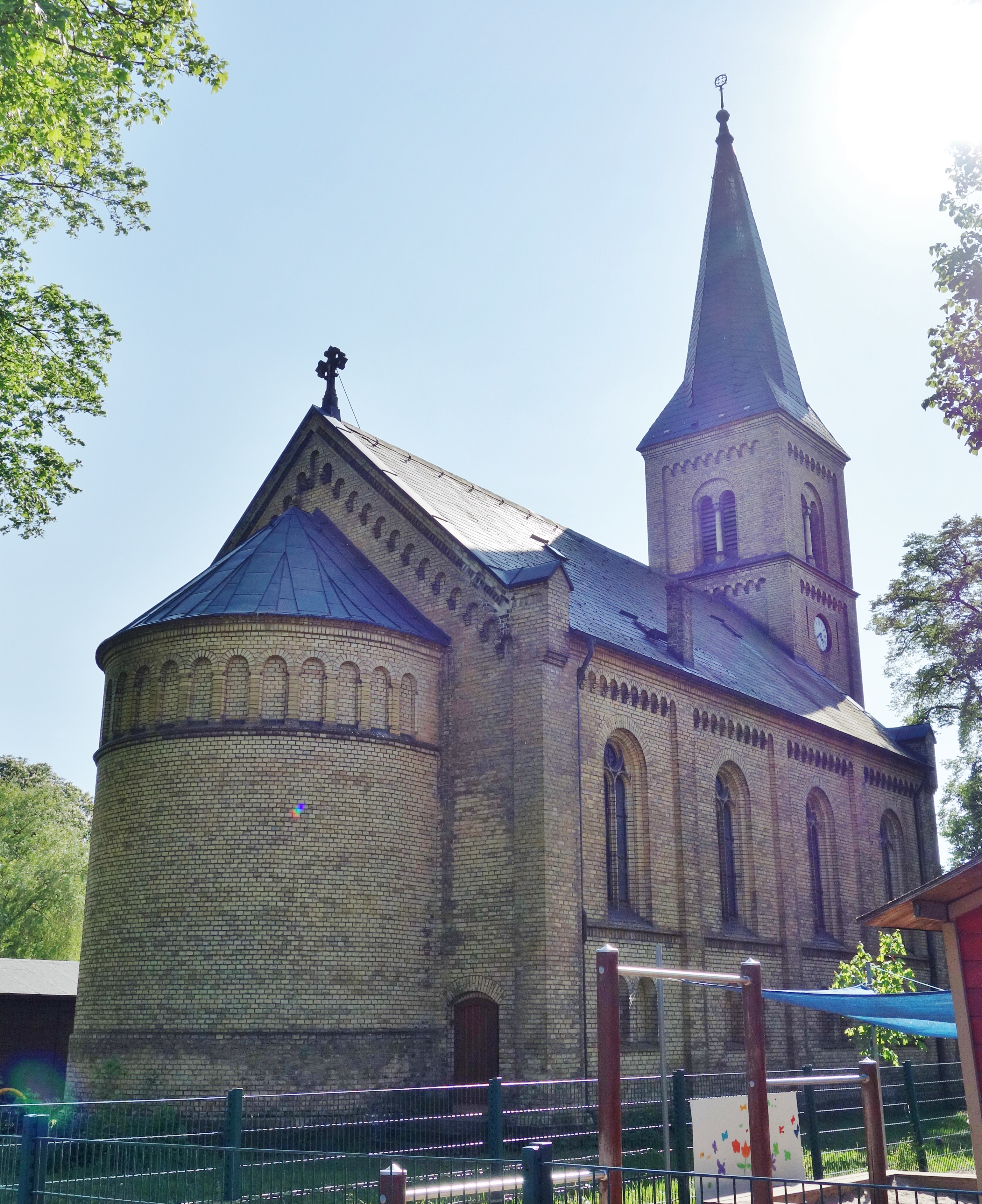
Nordostansicht mit Apsis

Die Kirche wurde in den Jahren 1875/76 im neoromanischen Rundbogenstil gebaut. Der Satteldachbau aus gelbem Backstein wurde an der Westseite mit einem knapp 30 Meter hohen Turm mit polygonalem eingezogenem Turmhelm versehen. Der Turm steht auf einem quadratischen Grundriss, in ihm befindet sich eine Turmuhr, darüber erhebt sich das Glockengeschoss mit entsprechenden Schallöffnungen. 
An der Ostseite erhielt das Kirchengebäude eine halbrunde Apsis mit Kegeldach. Alle Dächer sind mit Schiefer gedeckt.

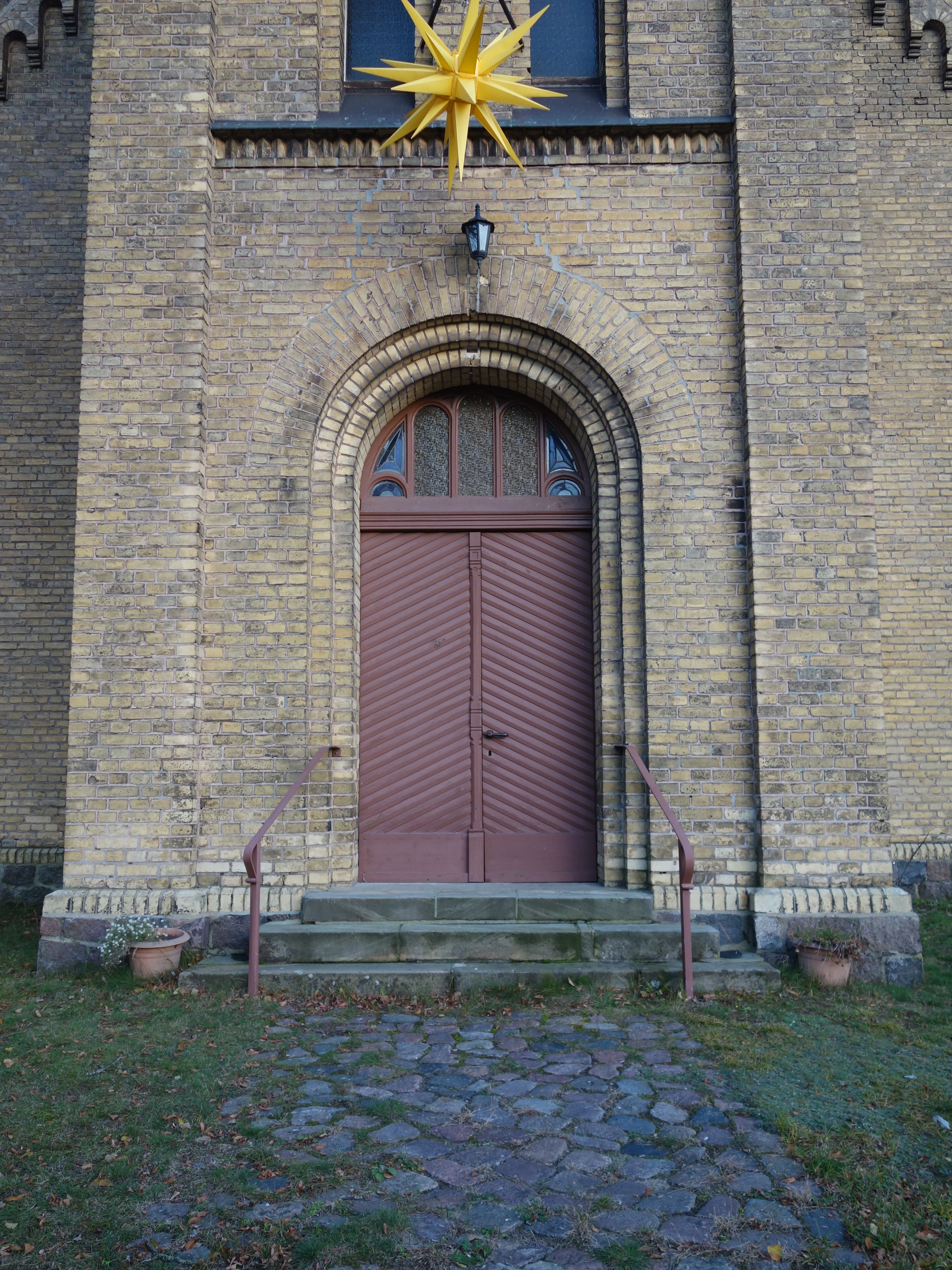
Westportal

Der Eingang auf der Westseite, unter dem Turm, ist schlicht gestaltet und mit seinem Rundbogen dem gesamten Baustil angepasst.

## Innengestaltung

### Altar und weiteres
Sicherlich wurde die Innenausstattung auch immer im notwendigen Maß erhalten, aber sichtbare Veränderungen erfolgten erst in den 1950er Jahren: Alte Aufbauten und der historische Altar wurden entfernt, frühere Muster an den Wänden wurden mit grauer Farbe übermalt. Für die Restaurierung der Holzdecke reichte das Geld nicht.
Erst nach der deutschen Wiedervereinigung, im Jahr 1997, begann eine schrittweise Sanierung des Inneren und Äußeren. Die Finanzierung konnte aus Mitteln der Gemeindekasse, aus Spenden und Benefizveranstaltungen vorgenommen werden. Zudem hatte sich im Jahr 2005 ein Kirchenförderverein gegründet, deren Mitglieder sich teilweise auch ehrenamtlich in Erhaltungsmaßnahmen einbringen.
Im Chorraum gliedern in gleichmäßigen Abständen angeordnete Rundbogennischen die Wand, davor hängt ein schlichtes hölzernes Kruzifix.
In der Kirche gibt eine Gedenktafel über die Gefallenen im Ersten Weltkrieg aus der Gemeinde Schmachtenhagen Auskunft. Zudem steht auf dem ehemaligen Backofenberg nahe dem Gotteshaus auch ein Kriegerdenkmal.

### Orgel
In der Kirche befindet sich eine Orgel aus der Werkstatt von Albert Lang, die 1877 installiert worden ist. Sie gilt als eine der schönsten Orgeln im Kirchenkreis Oberes Havelland. Auch um die Restaurierung dieser Orgel hatte sich der Förderverein gekümmert, die im Jahr 2007 abgeschlossen werden konnte.
Sie hat elf Register über zwei Manuale und Pedal, die Tasten- und Registertraktur erfolgen mechanisch, die Windlade wird mit dem Typ Slider chest bezeichnet.
Die Orgel wird außer für kirchliche Zwecke auch für Konzerte genutzt, beispielsweise vom Orgel-Duo Iris und Carsten Lenz.

## Seelsorge
Die Christgemeinde Schmachtenhagen bildet zusammen mit den evangelischen Kirchen Sachsenhausen und Friedrichsthal den Pfarrsprengel Oranienburg.
Quartalsweise informiert ein Pfarrbrief über Veranstaltungen in der Kirche und in den Nachbargemeinden.
Der Kirchengemeinde steht der Pfarrer Arndt Farack vor (im Jahr 2021).
Im Zusammenhang mit dem jährlich stattfindenden Erntefest gibt es in der Kirche auch ökumenische Gottesdienste.